# クルペオギツネ
クルペオギツネ（学名：Lycalopex culpaeus）は、南米に棲息するイヌ科動物の一種。南米大陸において、タテガミオオカミに次いで二番目に大きい在来のイヌ科動物である。外見上はアカギツネとの類似点が多い。灰色と赤みがかった色の毛皮、白い顎、赤みがかった脚といった特徴があり、また背中には縞があるが、これはほとんど見えない。
齧歯類やウサギ類、鳥類、トカゲ類を主な餌とするが、植物質や腐肉も食べる。時折ヒツジを襲うことがあるため、しばしば駆除の対象となる。地域によっては希少となっているが、種全体としては絶滅のおそれはない。

## 特徴
アカギツネとコヨーテの中間くらいの大きさで、イヌ科としては大きい動物である。雌は平均で8.4kg、雄ははるかに大きく平均11.4kgであり、全体としては5kg - 13.5kgの範囲にある。全長は95cm - 132cmで、そのうち32cm - 44cmを尾が占めている。毛は白色が混ざった外観をしている。首と肩はふつう赤褐色から黄褐色で、背は暗色。尾は毛に覆われ、先端部が黒い。

## 分布
エクアドルおよびペルーから、パタゴニア南部とティエラ・デル・フエゴにかけて分布する。一部の個体群はコロンビアの南部に生息する。アンデス山脈西側の斜面に最も多く、そこでは開けた地と落葉樹林に見られる。フォークランド諸島西端の一部にもいるが、これは人為的に導入されたものである。

## 食性
日和見的な捕食者で、さまざまな餌生物を利用する。主な餌は齧歯類、ウサギ類（とくに移入種のアナウサギとヤブノウサギ）で、家畜動物や若いグアナコを食べることもある。クルペオギツネは1915年に導入されたウサギ類の重要な捕食者であるため、有益な動物とみなされている。本種がアンデスの丘陵からパタゴニアの平原まで分布を拡大したのは、導入されたウサギ個体群を利用したためであると考えられている。生後一週間以下の子羊を食べることもある。研究例は限られているが、クルペオギツネはチコハイイロギツネやジョフロワネコ、コロコロ、グリソン、猛禽類といった潜在的な競争相手に対して優位にあると考えられている。はるかに大きなピューマと分布域は重なるが、体長差が大きいため競争は弱いだろう。

## 生息環境
南米大陸西部の幅広い環境に生息する。ナンキョクブナ科の広葉樹の生える温帯林やチリ南部の硬葉樹林、砂漠、高地、高原、アルティプラーノなど森林限界より方向の低い高原に見られる。

## 繁殖
通常、8月から10月に交尾期を迎える。妊娠期間は55日から60日。多くの場合、2頭から5頭の仔を岩の隙間に産む。

## 分類

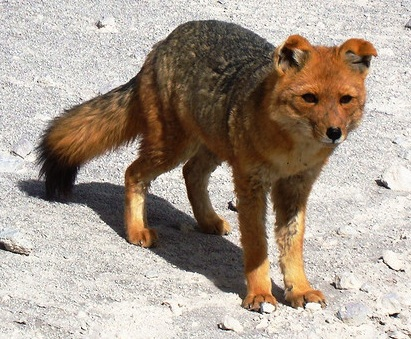
Lycalopex culpaeus andinus (Thomas, 1914)
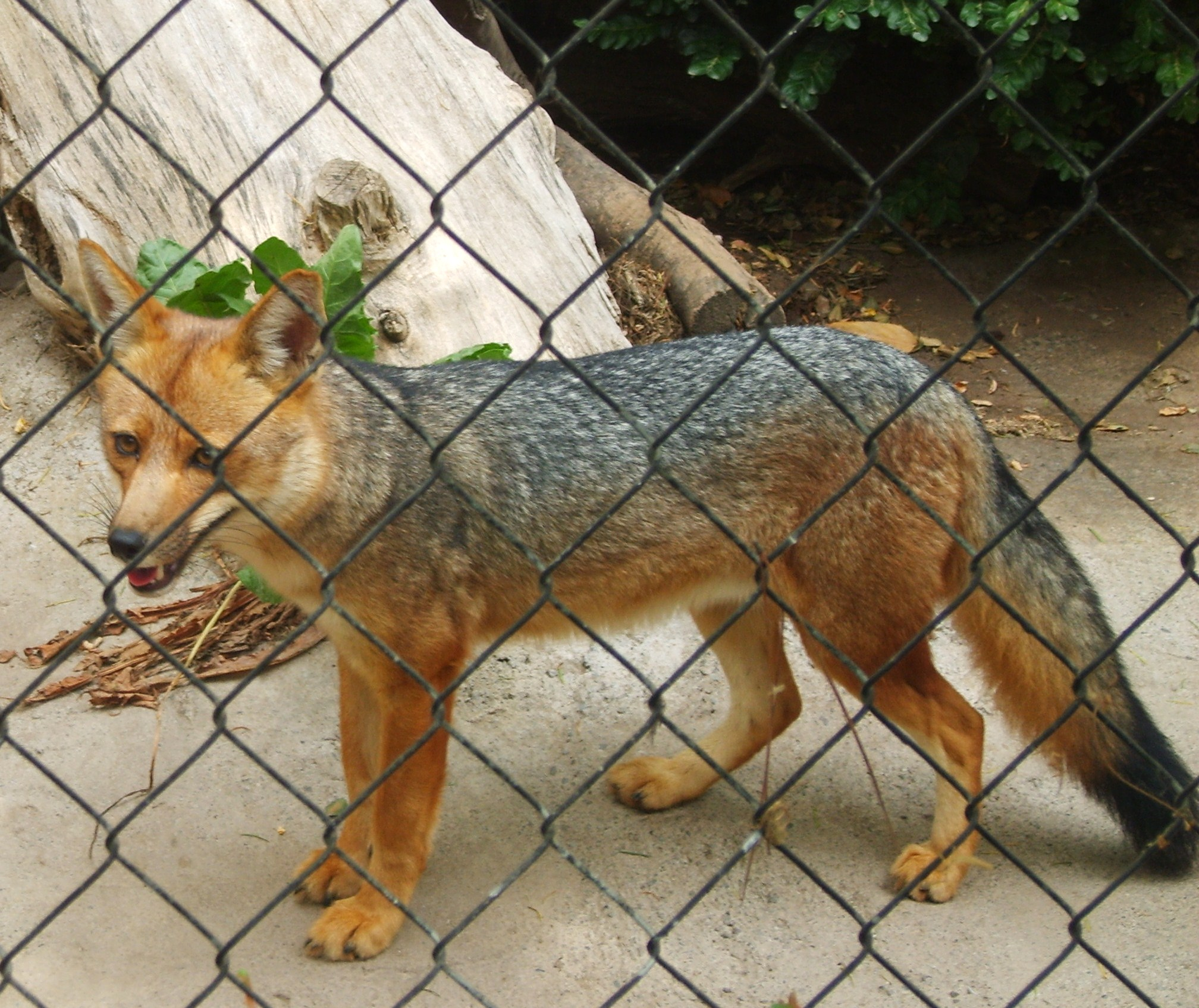
Lycalopex culpaeus culpaeus (Molina, 1782)
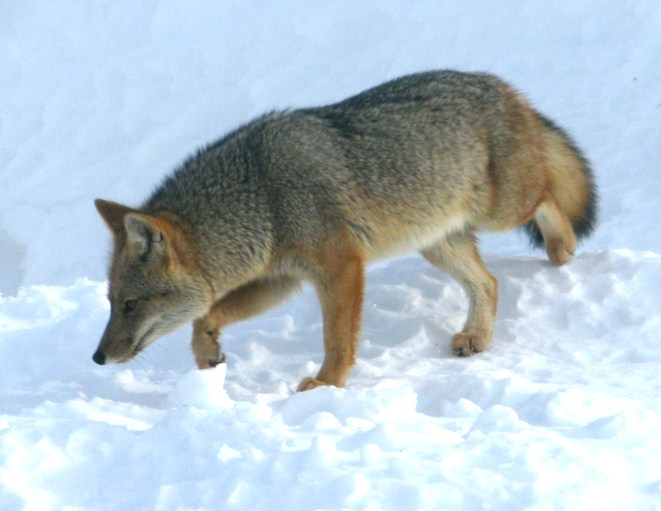
Lycalopex culpaeus lycoides (Philippi, 1896)
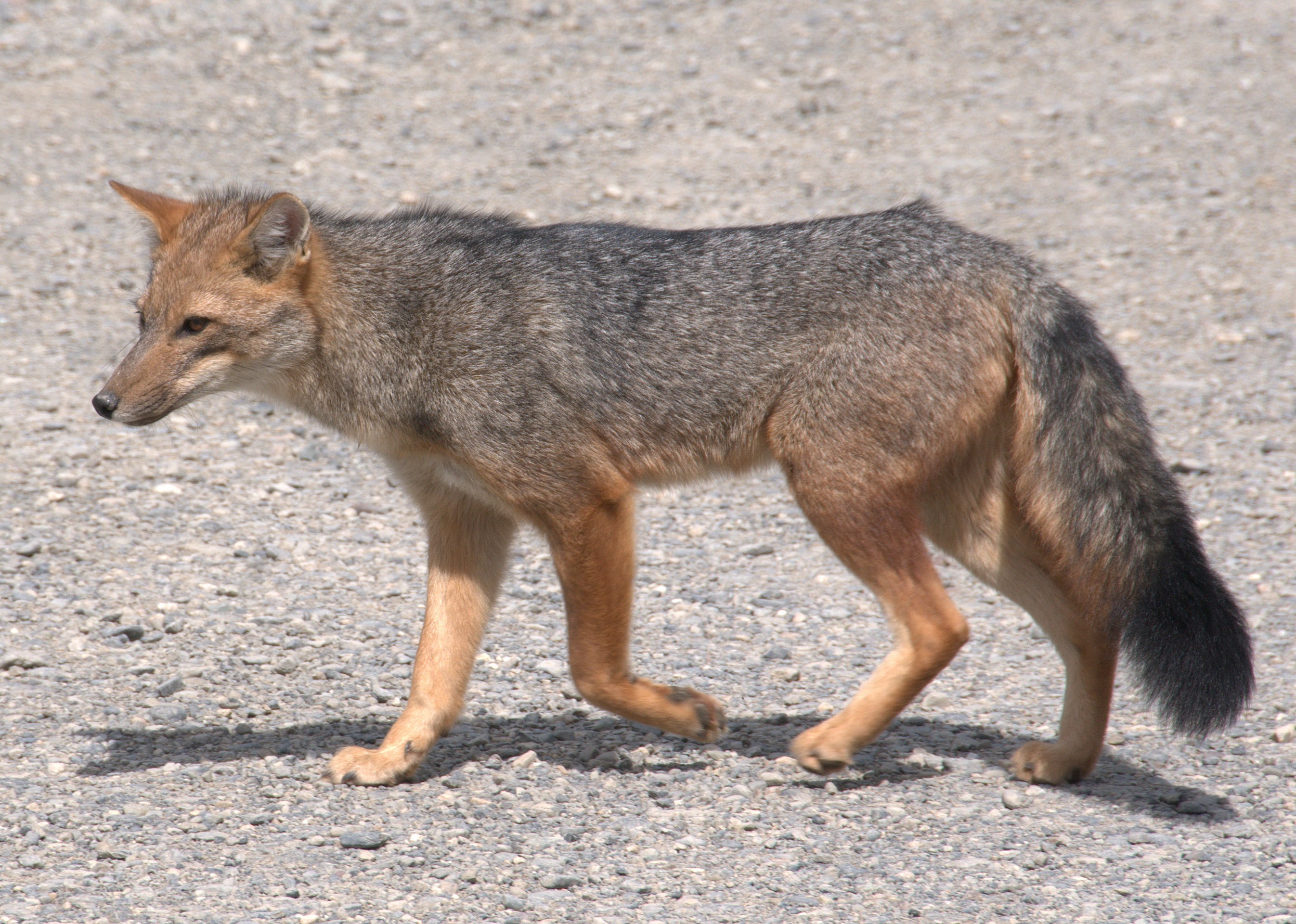
Lycalopex culpaeus magellanicus (Gray, 1837)
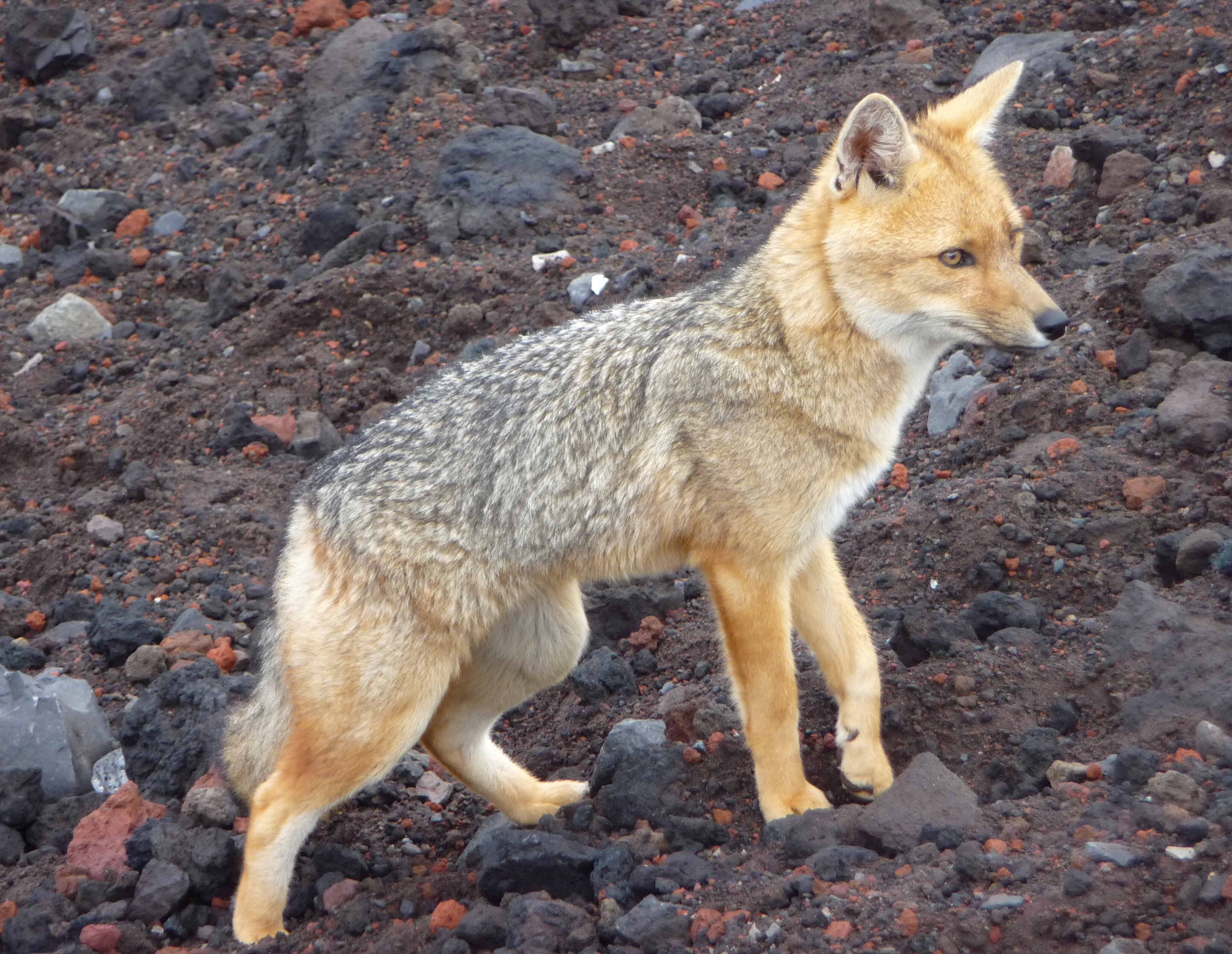
Lycalopex culpaeus reissii (Hilzheimer, 1906)